# Нейрореабілітація
Нейрореабілітація — галузь медичної реабілітації, яка має на меті сприяти одужанню після захворювання чи травми нервової системи, а також мінімізувати або компенсувати будь-які функціональні зміни внаслідок цього.
Нейрореабілітація поєднує в собі принципи нейронауки та клінічної допомоги, і відіграє вирішальну роль у відновленні та покращенні якості життя людей, які борються з неврологічними розладами та травмами. Цей міждисциплінарний підхід поєднує в собі знання нейробіології, фізіотерапії, терапії та інших медичних дисциплін, щоб використовувати здатність людського мозку до адаптації та реорганізації, відому як нейропластичність.
Концепція нейропластичності, наріжного каменю нейрореабілітації, підкреслює динамічну здатність мозку змінювати свої нейронні зв’язки (синапси) у відповідь на зміни середовища та досвіду. Явище нейропластичності є основою для реабілітації різних неврологічних захворювань, таких як інсульт, черепно-мозкова травма, травма спинного мозку, розсіяний склероз, хвороба Паркінсона та багато інших.
Дослідники з’ясували широкий спектр механізмів, що лежать в основі нейропластичності, виявивши надзвичайну адаптивність мозку навіть після пошкодження чи травми. Це розуміння проклало шлях до інноваційних стратегій і методів у нейрореабілітації, спрямованих на максимізацію ефективності реабілітації та відновлення втрачених функцій.

## Нейропластичність: основа нейрореабілітації
Нейропластичність, яку часто називають здатністю мозку до «перебудови», є фундаментальним принципом успіху нейрореабілітації. Дослідження показали, що пластичність мозку та нервової системи не обмежується ранніми стадіями розвитку, а зберігається протягом усього життя, пропонуючи можливість для перенавчання та відновлення, навіть при серйозних неврологічних проблемах. Здатність мозку адаптуватися включає складні молекулярні та клітинні процеси, включаючи зміни синаптичної сили (див. Синаптична пластичність), розгалуження дендритів і навіть, частково, нейрогенез.
Розуміння механізмів нейропластичності має далекосяжні наслідки для розробки ефективних реабілітаційних заходів. Використовуючи цю здатність мозку створювати нові зв’язки та адаптувати існуючі, можливо розробити індивідуальні програми реабілітації, спрямовані на конкретні порушення та сприяння функціональним покращенням.

## Особливості та сфера застосування
У разі серйозної втрати працездатності,  яка викликана важкою хворобою або травмою хребта чи пошкодженням мозку, можливості пацієнта та його сім`ї різко знижуються, спосіб життя змінюється, а плани раптово руйнуються. Для того, щоби впоратися з цією ситуацією, пацієнт та його родина повинні домовитись про "новий спосіб життя", як зі зміненим тілом, так і як із зміненим всередині спільноти статусом особи. 
Таким чином, нейрореабілітація працює з навичками та стосунками інвалідів та їхніх родини і друзів. Це сприяє створенню та вдосконаленню навичок життя й роботи на якнайвищому для хворого рівні самостійності. Це також заохочує його відновити самооцінку та позитивний настрій. Таким чином, він може адаптуватися до нової ситуації та набути снаги для успішної та якнайповнішої реінтеграції в громаді.  
Нейрореабілітація повинна бути: 
- Цілісною й охоплювати фізичні, когнітивні, психологічні, соціальні та культурні виміри особистості, стадії прогресу та способу життя як пацієнта, так і його сім'ї.
- Пацієнт-орієнтованою стратегією, розробленою, орієнтованою й налаштованою на пацієнта та його сім`ю.
- Інклюзивною: плани догляду повинні бути розроблені та впроваджені мультидисциплінарними бригадами, що складаються з висококваліфікованих та мотивованих практиків із досвідом багатопрофільної колективної роботи.
- Відкритою до співпраці: активна співпраця з пацієнтом та родиною досить важлива. Пацієнт та родина повинні бути добре поінформовані, й добре налагоджені стосунки  між ними та мультидисциплінарною бригадою.
- Раціональною: лікування повинно бути спрямоване на надання пацієнту максимальної незалежності, а також на якнайбільше зменшення фізичних порушень .
- Довготривалою: необхідно забезпечувати різні потреби пацієнта протягом усього життя чи періоду реабілітації, надаючи безперервну допомогу на шляху від настання травми до найвищого можливого рівня відновлення функції. Це може включати усунення медичних ускладнень травми або хвороби в подальшому житті.
- Гнучкою: лікування  повинно включати адекватні людські та матеріальні ресурси для ефективного вирішення проблем кожного пацієнта в процесі їх виникнення.
- Суспільно орієнтованою: необхідно шукати рішення, які найкраще адаптовані до конкретних особливостей громади, та спрямоване на подальше створення громадських ресурсів задля найкращої суспільної реінтеграції інваліда .

### Стани й хвороби, що найчастіше потребують нейрореабілітації
- Відновний період інсульту [12] [13]
- Дитячий церебральний параліч
- Хвороба Паркінсона
- Травма головного мозку
- Травма спинного мозку
  - Постгіпоксичні стани
  - Механічна травма мозку
- Розсіяний склероз [14]
- Відновлення після поліомієліту
- Синдром Гійєна-Барре

## Принципи нейрореабілітації
Нейрореабілітація ґрунтується на ряді фундаментальних принципів, які керують розробкою та впровадженням ефективних стратегій реабілітації для осіб з неврологічними розладами та травмами. Ці принципи підкреслюють мультидисциплінарний підхід, персоналізовані плани лікування, раннє втручання та постійну оцінку для оптимізації функціонального відновлення та покращення якості життя пацієнтів.

### Мультидисциплінарний підхід
Нейрореабілітація передбачає співпрацю різноманітної команди медичних працівників, кожен з яких має унікальний досвід для вирішення багатогранних проблем, пов’язаних із неврологічними захворюваннями. Ця міждисциплінарна співпраця зазвичай включає неврологів, фізіотерапевтів, ерготерапевтів, логопедів, нейропсихологів і медсестер з реабілітації.
Колективні знання та навички цієї команди дозволяють комплексно оцінювати, ідентифікувати конкретні порушення та розробляти індивідуальні заходи, спрямовані на фізичні, когнітивні, комунікативні та емоційні аспекти відновлення. Цей цілісний підхід гарантує, що пацієнти отримають всебічну допомогу, оптимізуючи потенціал для функціональних переваг.

### Індивідуальні плани лікування
Визнаючи унікальність стану, потреб і цілей кожного пацієнта, нейрореабілітація наголошує на створенні індивідуальних планів лікування. Цей персоналізований підхід враховує характер і тяжкість неврологічного розладу, попередні навички пацієнта, його систему соціальної підтримки та його особисті прагнення до одужання.
Розробка індивідуальних втручань сприяє залученню та мотивації пацієнта, суттєвим факторам відновлення, керованого нейропластичністю. Усуваючи конкретні дефіцити та зосереджуючись на функціональних цілях, пов’язаних із повсякденним життям пацієнта, індивідуальні плани лікування оптимізують ймовірність значного покращення рухових, когнітивних і комунікативних здібностей.

### Раннє втручання
Концепція «золотої години» в нейрореабілітації підкреслює важливість раннього втручання. Початок реабілітації якнайшвидше після початку неврологічної травми або діагностики розладу може значно вплинути на траєкторію одужання. Чим раніше пацієнти розпочнуть нейрореабілітацію, тим кращий їх функціональний результат. Раннє втручання використовує підвищену нейропластичність, що спостерігається на ранніх стадіях після травми, забезпечуючи вікно можливостей для прискореного прогресу. Рання та інтенсивна реабілітація може призвести до кращих результатів, зменшуючи ступінь інвалідності та збільшуючи функціональні досягнення. Цей принцип підкреслює важливість системи охорони здоров’я, яка забезпечує швидкий доступ до спеціалізованих нейрореабілітаційних послуг.

### Постійна оцінка та адаптація
Нейрореабілітація є динамічним процесом, і постійна оцінка та коригування стратегій лікування є важливими для забезпечення оптимальних результатів. Регулярні оцінки прогресу пацієнта дозволяють реабілітаційній групі контролювати ефективність втручань, визначати області, які потребують додаткової уваги, і відповідно адаптувати план лікування.
Удосконалення технологій, таких як переносні датчики, віртуальна реальність і нейровізуалізація, надають цінні інструменти для об’єктивної оцінки функціональних переваг і нейронних змін. Цей підхід, що базується на даних, підвищує точність реабілітації та сприяє розробці найкращих практик нейрореабілітації, що ґрунтуються на доказах.
Також важливим є час відведений на програми реабілітації. Чим більше часу приділяється реабілітаційним програмам, таким як тренування рухів, тим краще результати.

## Види та техніки
Нейрореабілітація охоплює різноманітний набір технік і методів, призначених для оптимізації відновлення та покращення якості життя людей з неврологічними розладами та травмами. Ці втручання використовують принципи нейропластичності для сприяння функціональним перевагам і посиленню нейронної реорганізації.
Найважливіші види терапії - це ті, які допомагають людям у повсякденному житті. До них належать фізична терапія, когнітивна терапія, реабілітаційна психологія, трудотерапія, логопедія, а також види терапії, орієнтовані на щоденні функції та реінтеграцію в громаду. Особлива увага приділяється покращенню мобільності та сили, оскільки це є ключовим для незалежності людини. 
Фізична терапія включає допомогу пацієнтам у відновленні здатності до фізичних дій, що включає: перепідготовку рівноваги, аналіз ходи та навчання пересуванню, нервово-м’язове переучення, консультації з ортопедії та акватерапію. Трудотерапія допомагає пацієнтам у повсякденній діяльності. Деякі з них включають в себе: управління будинком та навчання безпеці, когнітивні тренування: ппам'яті, уваги тощо. Це також може включати нервово-м’язове зміцнення та тренування, а також розвиток навичок зорового сприйняття. Логопедична та мовна терапія включає допомогу пацієнтам із проблемами спілкування. Реабілітаційна психологія включає допомогу пацієнтам у боротьбі зі своїми драматичними, обставинами, особливо допомагає справлятись зі зміненою внаслідок адаптацій та змін, власною самосвідомістю (наприклад, при травмі мозку). 

### Фізична терапія
Фізична терапія є наріжним каменем нейрореабілітації, зосереджуючись на відновленні рухових функцій, покращенні рухливості та покращенні фізичної сили. Ця терапія адаптована до конкретних потреб кожної людини, враховуючи характер неврологічного розладу, ступінь порушення та цілі пацієнта.

#### Терапія рухами, викликаними обмеженнями
Терапія рухами, викликаними обмеженнями (Constraint-Induced Movement Therapy, CIMT) — це спеціалізоване втручання, спрямоване на покращення рухової функції в осіб з геміпарезом або геміплегією, часто після інсульту. Терапія передбачає обмеження неураженої кінцівки, щоб заохотити інтенсивне використання ураженої кінцівки, сприяючи переналагодженню нервової системи та функціональному покращенню.
Дослідження показали, що CIMT може призвести до покращеного відновлення моторики (рухів), більшого використання ураженої кінцівки та покращення повсякденної діяльності.

#### Робототехнічна терапія
Робототехнічні пристрої, такі як екзоскелети та роботизовані кінцівки, пропонують платформу для інтенсивного моторного тренування з урахуванням конкретних завдань. Ці пристрої забезпечують контрольовані моделі рухів, повторювану практику та зворотний зв’язок у реальному часі, сприяючи нейропластичним змінам і функціональним перевагам.
Встановлено, що терапія за допомогою роботів (робото-асистована терапія) покращує руховий контроль, силу м’язів і рухливість суглобів при різних неврологічних станах, включаючи інсульт, хворобу Паркінсона і травму спинного мозку.
Також досліджується ефективність поєднання робото-асистованої терапії з техніками віртуальної реальності та неінвазивною стимуляцією мозку.

#### Функціональна електростимуляція (ФЕС)
ФЕС передбачає подачу електричного струму до паралізованих або ослаблених м’язів, сприяючи скороченню м’язів і уможливлюючи функціональні рухи. ФЕС може допомогти перенавчити рухові шляхи, запобігти атрофії м’язів і покращити кровообіг.
ФЕС продемонстрував свою ефективність у покращенні рухових функцій, рухливості та моделей ходи в осіб із такими захворюваннями, як травма спинного мозку та розсіяний склероз.

### Когнітивна терапія
Когнітивні втручання призначені для усунення дефіциту пам’яті, уваги, здатності вирішувати проблеми та інших когнітивних функцій, на які часто впливають неврологічні розлади. Ці методи спрямовані на покращення когнітивних навичок і сприяння незалежному життю.

#### Когнітивний тренінг
Когнітивне навчання передбачає структуровані вправи та завдання, спрямовані на вдосконалення конкретних когнітивних функцій. Комп’ютерні програми та ігри, головоломки та ігри для пам’яті є прикладами когнітивних тренінгів, які можуть покращити когнітивні здібності та сприяти нейропластичності.

#### Нейропсихологічна реабілітація
Нейропсихологічна реабілітація використовує стратегії для компенсації когнітивного дефіциту та максимізації функціональної незалежності. Методи включають використання засобів для пам’яті, організаційних інструментів і поведінкових втручань. Цей підхід виявився ефективним у покращенні повсякденного функціонування та якості життя в осіб із набутими травмами головного мозку, такими як інсульт та черепно-мозкова травма.

### Ерготерапія
Ерготерапія (працетерапія) відіграє життєво важливу роль у нейрореабілітації, усуваючи функціональні обмеження та сприяючи незалежності у повсякденній діяльності, та інструментальній діяльності у повсякденному житті. Втручання ерготерапії адаптовані до конкретних потреб людини, зосереджуючись на покращенні фізичних, когнітивних і психосоціальних навичок для покращення загальної якості життя.

### Комунікаційні стратегії
Труднощі спілкування часто супроводжують неврологічні розлади, впливаючи на соціальні взаємодії та загальну якість життя. Методи реабілітації, спрямовані на спілкування, спрямовані на покращення мови та альтернативних методів спілкування.

#### Логопедія
Логопедія включає вправи та стратегії для покращення мовлення, артикуляції та розуміння мови. Ця терапія є корисною для осіб з афазією, дизартрією та іншими розладами мовлення.
Логопедичні втручання продемонстрували покращення мовних здібностей, ефективності спілкування та участі в повсякденній діяльності.

#### Додаткова та альтернативна комунікація
Додаткова та альтернативна комунікація (Augmentative and Alternative Communication, AAC) охоплює методи та інструменти, які полегшують спілкування для осіб із серйозними порушеннями мовлення та мови. Це можуть бути комунікаційні плати, пристрої для генерування мови та системи стеження за очима. AAC пропонують людям з обмеженим мовленням засоби для самовираження, взаємодії з іншими та участі в соціальній діяльності.

## Перспективні технології
Сфера нейрореабілітації постійно розвивається завдяки інтеграції передових технологій та інноваційних підходів, спрямованих на прискорення відновлення, підвищення залученості та підвищення загальної ефективності реабілітаційних втручань. Нові технології, починаючи від віртуальної реальності та нейрокомп'ютерних інтерфейсів і закінчуючи передовими методами нейровізуалізації, обіцяють революціонізувати спосіб лікування неврологічних розладів і травм.

### Віртуальна реальність та ігри в нейрореабілітації
Технології віртуальної реальності (VR) та ігрові технології останніми роками привернули значну увагу як потужні інструменти нейрореабілітації. Ці платформи пропонують динамічне та інтерактивне середовище, яке можна налаштувати для вирішення конкретних рухових і когнітивних проблем, з якими стикаються люди з неврологічними порушеннями. Середовища віртуальної реальності можуть імітувати реальні сценарії, надаючи можливості для повторюваних завдань, відстежуючи прогрес і адаптуючи рівень складності в міру покращення стану пацієнта. Зокрема, віртуальна реальність досліджується та використовується в реабілітації пацієнтів після інсульту (що також релевантно і для травм), травм головного мозку, хвороби Паркінсона, розсіяного склерозу, патологій вестибулярного апарату, реабілітації після ампутацій та ін.
Включаючи ігрові елементи, такі як винагороди та виклики, втручання на основі VR роблять реабілітацію більш приємною та допомагають людям залишатися відданими своїм схемам терапії. Ці інноваційні підходи демонструють потенціал технології для створення позитивного впливу на результати нейрореабілітації.

### Нейрокомп'ютерні інтерфейси
Нейрокомп'ютерні інтерфейси (інтерфейси мозок-комп’ютер, НКІ) представляють собою передовий рубіж у нейрореабілітації, уможливлюючи прямий зв’язок між мозком і зовнішніми пристроями. НКІ є перспективним для людей із серйозними руховими порушеннями, пропонуючи засоби для обходу пошкоджених нейронних шляхів і керування допоміжними пристроями чи комп’ютерними інтерфейсами безпосередньо сигналами мозку.
Останні досягнення в області неінвазивних НКІ, таких як системи на основі електроенцефалографії (ЕЕГ), магнітоенцефалографії (МЕГ) чи їх поєднання, зробили ці технології більш доступними для клінічного застосування. Люди з такими захворюваннями, як травма спинного мозку або бічний аміотрофічний склероз, продемонстрували здатність контролювати роботизовані руки, комп’ютерні курсори та навіть спілкуватися за допомогою НКІ. НКІ активно досліджуються і застосовуються в реабілітації пацієнтів після важкого інсульту чи травм, нейродегенеративних хвороб.
Перспективним є поєднання методик віртуальної реальності на НКІ.
Незважаючи на те, що залишаються проблеми, зокрема покращення надійності та специфічності декодування сигналу, НКІ мають величезний потенціал для покращення моторного контролю та комунікації для осіб із серйозними неврологічними порушеннями. (див. також Нейроінженерія)

### Нейропротезування та екзоскелети
Нейропротезування, також відоме як протезування, кероване мозком чи біонічні кінцівки, пропонує новаторське рішення з галузі біомедичної інженерії для відновлення втраченої рухової функції. Ці пристрої взаємодіють безпосередньо з нервовою системою, перетворюючи нейронні сигнали в значущі дії, такі як переміщення роботизованої кінцівки або керування комп’ютером. Наприклад, в огляді 2023 року, опублікованому в Nature Biomedical Engineering, зазначається, що пряме прикріплення біонічних пристроїв до скелета через остеоінтеграцію, посилення нейронних сигналів за допомогою цільової іннервації м’язів, покращений контроль протезів за допомогою імплантованих м’язових датчиків і вдосконалених алгоритмів, а також забезпечення сенсорного зворотного зв’язку за допомогою електродів, імплантованих у периферійні нерви, — усі ці методи й технології повинні бути використані для створення нового покоління високопродуктивних біонічних кінцівок. Ці технології були клінічно випробувані на людях, і мають сприяти ширшому клінічному використанню біонічних кінцівок.
Екзоскелети, переносні роботизовані пристрої, забезпечують засоби для збільшення фізичних здібностей користувача, сприяючи тренуванню ходи та сприяючи функціональному відновленню. Ці пристрої особливо актуальні для людей із травмами спинного мозку, що дозволяє їм стояти та ходити за допомогою моторизованих суглобів екзоскелета.
Інтеграція нейропротезів та екзоскелетів у нейрореабілітацію має значні перспективи для людей з порушеннями рухливості, сприяючи розвитку незалежності та покращуючи якість життя і загальне самопочуття.

### Досягнення нейровізуалізації для оцінки та моніторингу лікування

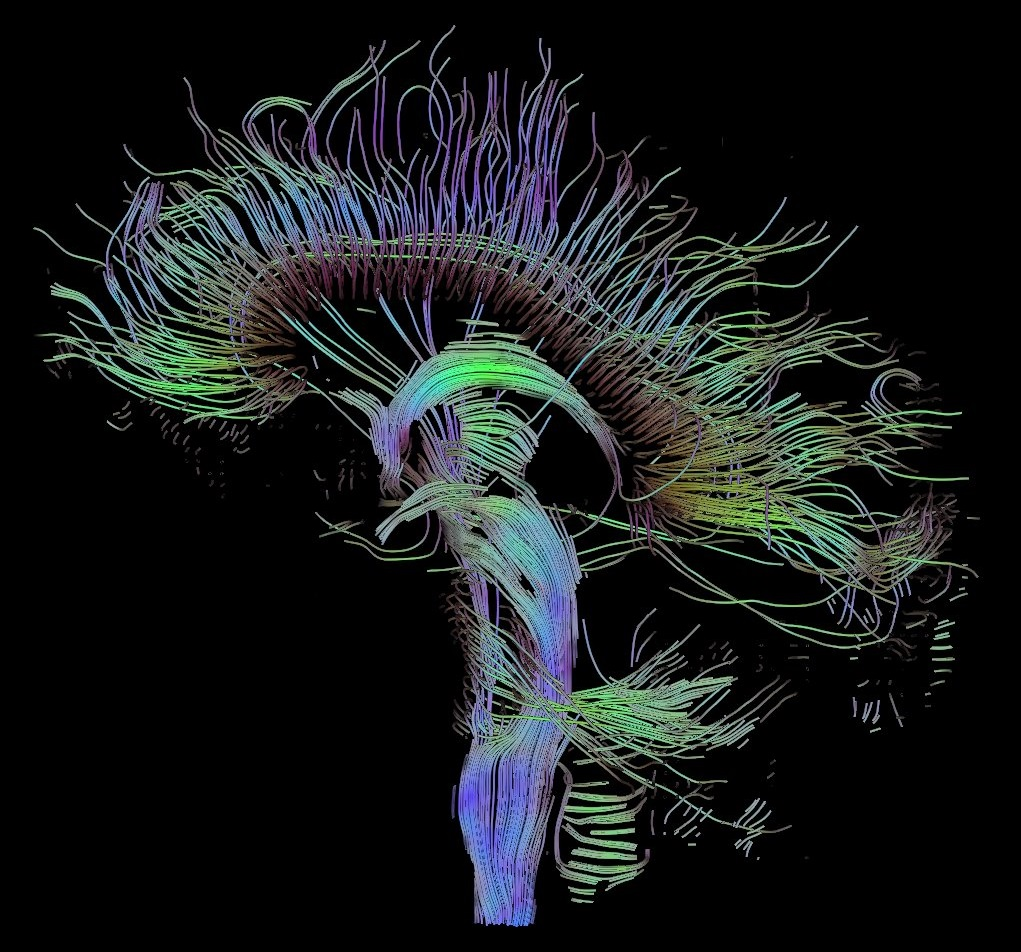
Дифузійна тензорна трактографія (DTI) головного мозку

Методи нейровізуалізації зазнали швидкого прогресу, надаючи цінну інформацію про структуру та функції мозку та сприяючи персоналізованим підходам до лікування в нейрореабілітації.
Функціональна магнітно-резонансна томографія (фМРТ) і дифузійна тензорна томографія (DTI) дозволяють дослідникам візуалізувати мозкову активність і оцінити цілісність білої речовини відповідно. Ці методи забезпечують об’єктивні вимірювання нейронних змін після реабілітаційних втручань, допомагаючи у вдосконаленні протоколів лікування.
На додаток до традиційних методів візуалізації, функціональна ближня інфрачервона спектроскопія (fNIRS) набула популярності як портативний і неінвазивний інструмент для моніторингу кортикальної активності. fNIRS можна використовувати в режимі реального часу, що робить його придатним для відстеження реакцій мозку під час нейрореабілітаційних завдань.
Ці досягнення в нейровізуалізації не тільки сприяють нашому розумінню нейропластичності, але й забезпечують цінні біомаркери для оцінки ефективності лікування та скерування персоналізованих стратегій реабілітації.

### Транскраніальна магнітна стимуляція (TMS)

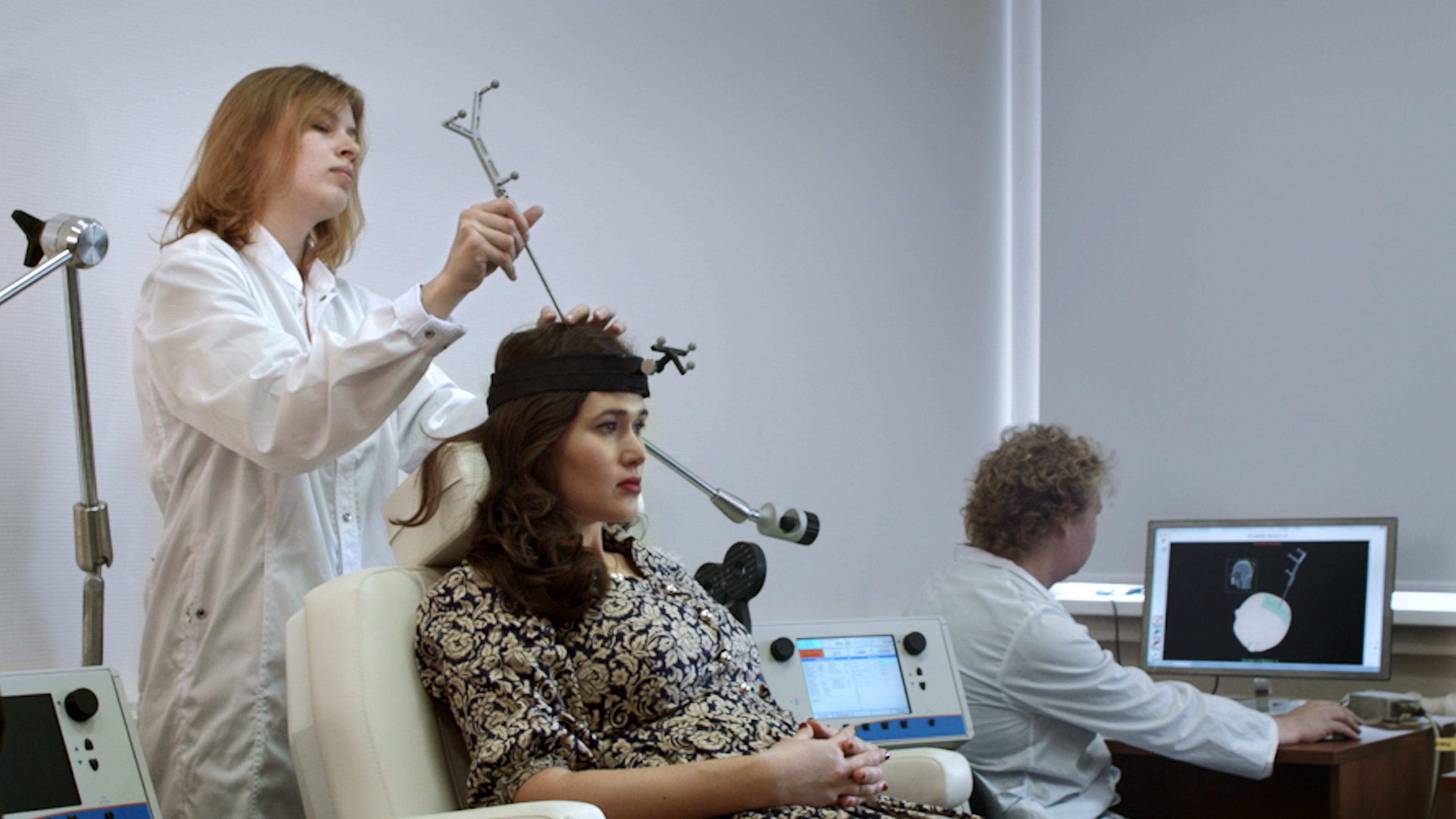
Транскраніальна магнітна стимуляція

Транскраніальна магнітна стимуляція (ТМС, TMS) — це неінвазивна техніка нейромодуляції, яка використовує електромагнітні імпульси для індукції електричних струмів у певних областях мозку. ТМС широко досліджувався на предмет його потенціалу модулювати нейронні ланцюги та сприяти відновленню при таких станах, як інсульт, депресія та рухові розлади.
У нейрореабілітації було досліджено повторювані протоколи транскраніальної магнітної стимуляції (repetitive TMS або rTMS) для покращення рухової функції, когнітивної функції, зменшення болю та сприяння нейропластичності. Дослідження показали, що rTMS можна застосовувати для цільових областей кори, пов’язаних з руховим контролем, що призводить до покращення рухової продуктивності та потенційних функціональних переваг.
ТМС у поєднанні з реабілітаційною терапією може мати синергічний ефект, забезпечуючи цінний ад’ювант до традиційних підходів. Здатність модулювати коркову збудливість і сприяти цілеспрямованим нейронним адаптаціям робить ТМС перспективним напрямком нейрореабілітації.

### Транскраніальна стимуляція постійним струмом (tDCS)

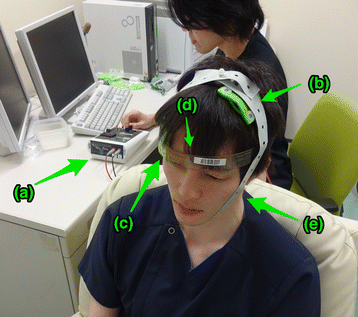
Транскраніальна стимуляція постійним струмом

Транскраніальна стимуляція постійним струмом (tDCS) — це ще один неінвазивний метод нейромодуляції, який передбачає застосування слабких електричних струмів до шкіри голови для модуляції активності нейронів. tDCS привернув увагу своїм потенціалом для підвищення нейропластичності, когнітивних функцій і рухового навчання.
У контексті нейрореабілітації tDCS досліджували як інструмент для покращення моторного відновлення та когнітивних функцій в осіб з інсультом, черепно-мозковою травмою та іншими неврологічними станами. Дослідження показали, що tDCS може підвищити збудливість коркових областей, що мають відношення до процесу реабілітації, що призводить до покращеного навчання та відновлення.
Комбінація tDCS з реабілітаційними втручаннями, такими як рухова підготовка або когнітивні вправи, показала перспективу у сприянні більш значних і тривалих покращень. Неінвазивна природа tDCS і потенціал для використання в поєднанні з іншими методами лікування роблять його цінним інструментом у арсеналі стратегій нейрореабілітації.
Дослідження 2023 року показало, що група пацієнтів, яка отримувала катодну транскраніальну стимуляціяю постійним струмом (ctDCS) та тренування для реабілітації ходи, продемонструвала значно кращі результати щодо рухової функції нижніх кінцівок одразу після лікування та через місяць спостереження порівняно з контрольною групою, що свідчить про потенційну ефективність цього підходу.

### Новітні методи нейромодуляції
Крім TMS і tDCS, досліджуються кілька нових методів нейромодуляції на предмет їх потенційного застосування в нейрореабілітації. До них належать:
- Тета-імпульсна стимуляція (TBS): різновид техніки транскраніальної магнітної стимуляції (TMS), який доставляє патерни магнітних імпульсів у сплесках.[160] TBS показала перспективу індукції тривалих змін збудливості кори головного мозку. Його потенціал для ефективної модуляції нейронних ланцюгів активно досліджується й показує перспекивні результати в комплексній нейрореабілітації інсульту (як рухових[161][162][163][164][165], так і когнітивних[166][167][168] функцій), розсіяного склерозу[169], травм спинного мозку[170], хвороби Паркінсона[171]
- Високороздільна tDCS (HD-tDCS): Удосконалена технологія транскраніальної стимуляції постійним струмом (tDCS) — HD-tDCS дозволяє здійснювати більш цілеспрямовану та точну стимуляцію кортикальних областей, що потенційно призводить до більш специфічних і сильних впливів на нейропластичність і відновлення.[172][173][174]
- Глибока стимуляція мозку (DBS): хоча в основному вона використовується для лікування рухових розладів, таких як хвороба Паркінсона[175], DBS також досліджується на предмет її потенціалу для покращення моторного контролю та полегшення симптомів інших неврологічних захворювань, таких як інсульт.[176][177][178]
- Транскраніальна нейромодуляція ультразвуком (TUS): активно досліджується в нейрореабілітації, зокрема, після травм головного мозку, при депресії, деменції тощо.[179]
- Поєднання транскраніальної нейромодуляції з фМРТ в реальному часі.[180]
- Підпорогова електрична стимуляція (STES): дослідження 2021 року, опубліковане в Scientific Reports, показало що низький рівень електричної стимуляції підсилює причинне збудження в підключених нейронах і посилює синаптичну вагу в дослідженні моделювання. Дослідники виявили, що STES з руховим тренуванням покращує функціональне відновлення після інсульту in vivo. Показано, що STES індукує нервову реконструкцію, на що вказує більш висока експресія нейритів у стимульованих областях і корельовані зміни в поведінкових показниках і шаблоні нейронних спайків під час процесу реабілітації. Це зменшить споживання енергії імплантованих пристроїв і побічні ефекти, спричинені стимуляцією небажаних ділянок мозку.[181]

### Психопластогени та психоделіки
Психопластогени — лікарські засоби які індукують швидкий ріст і ремоделювання дендритів і синапсів, тобто, посилюють нейропласичність і здатність мозку утворювати нові зв'язки та мережі. Психопластогени продемонстрували перспективність на експериментальних моделях для посилення нейропластичності, що може сприяти збільшенню ефективності реабілітаційної програми та пришвидшенню нейрореабілітації. Крім того, реабілітація з допомогою психоделіків (які відносяться до групи психопластогенів) може покращити результати реабілітаційних практик через модуляцію нейрозапалення та нейрогенезу гіпокампа, на додачу до значного збільшення нейропластичності мозку.  (Див. також Психоделічна терапія)

### Інженерія нервової тканини

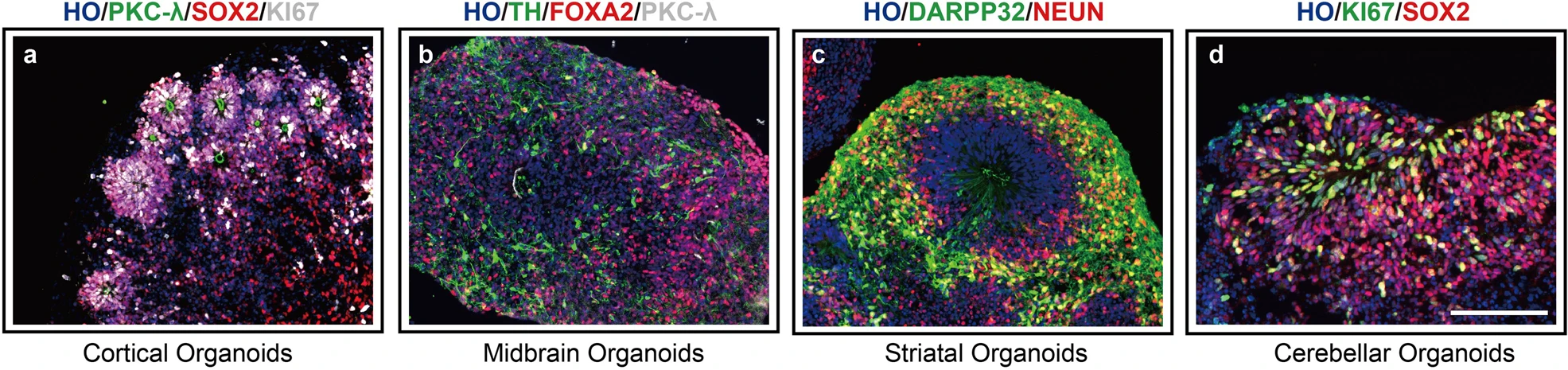
Імунофлуоресцентне зображення кортикальних органоїдів, вирощених із плюрипотентних стовбурових клітин

Інженерія нервової тканини — це галузь тканинної інженерії зосереджена на розробці функціональних замінників нервової тканини для заміни або відновлення пошкодженої або хворої тканини центральної нервової системи (ЦНС) або периферичної нервової системи (ПНС). Метою інженерії нервової тканини є відновлення втраченої функції нервової системи за допомогою матеріалів, клітин і факторів росту.

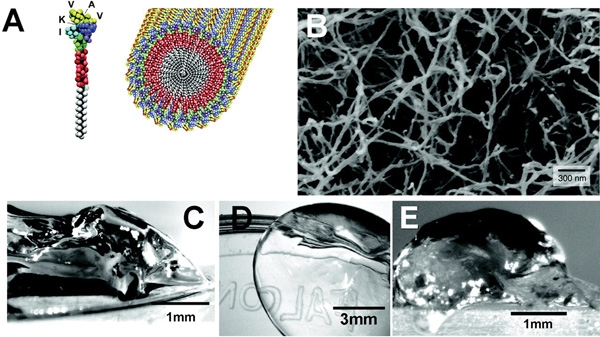
Пептидні біорозкладні каркаси для інженерії нервової тканини.

Ця область дослідження включає в себе принципи матеріалознавства, біології та інженерії для проектування та розробки пристроїв, каркасів і 3D-культур, які сприяють росту, виживанню та функціональній інтеграції нейронів і гліальних клітин.

Наприклад, дослідження на мишах 2023 року, опубліковане в npj Regenerative Medicine, що досліджувало використання мозкових органоїдів для відновлення функціональної нервової тканини в місці ураження після ішемічного інсульту, показало:
"...Через кілька місяців ми виявили, що трансплантовані органоїди добре вижили в ураженому інфарктом ядрі, диференціювалися в цільові нейрони, відновлювали інфарктну тканину, посилали аксони до віддалених мішеней мозку та інтегрувалися в нейронний ланцюг господаря, тим самим усуваючи сенсомоторні дефекти поведінки мишей, які перенесли інсульт, тоді як трансплантація дисоційованих окремих клітин з органоїдів не привела до відновлення ураженої інфарктом тканини."

### Генотерапія
Останні дослідження виявили багатообіцяючі стратегії сприяння регенерації нейронів, використовуючи генотерапію, яка показала перспективу в посиленні регенерації аксонів, виживаності моторних нейронів і нейрогенезу на тваринних моделях. Наприклад, обмежена в часі експресія нейротрофічного фактора, отриманого з гліальних клітин, за допомогою генної терапії покращила регенерацію аксонів і виживання моторних нейронів.
Дослідження 2020 року, опубліковане в Molecular Therapy, продемонструвало використання генотерапії для перетворення астроцитів у нейрони in situ, що регенерувало велику кількість функціональних нових нейронів після ішемічного пошкодження. Зокрема, використовуючи генну терапію на основі аденоасоційованого вірусу NeuroD1 (AAV), дослідники змогли відновити одну третину втрачених нейронів, спричинених ішемічним ушкодженням, і одночасно захистити ще одну третину пошкоджених нейронів, що призвело до значного відновлення нейронів.
Дослідження 2023 року, опубліковане в Science, показало успішну методику для регенерації нервових волокон і відновлення рухової функції у випадках важкої травми спинного мозку, яка вимагає повторного підключення волокон до їх природних цілей. Щоб досягти цього, був розроблений підхід багатосторонньої генної терапії, який активує програми росту в ідентифікованих нейронах, посилює регуляцію специфічних білків і вводить направляючі молекули. Ця терапія успішно відновила здатність ходити у мишей з повним ушкодженням спинного мозку, що свідчить про потенціал для комбінованих підходів, що включають генну терапію та стимуляцію спинного мозку в лікуванні травм спинного мозку у людей, хоча необхідні подальші дослідження.

#### Епігенетичне перепрограмування
Групою вчених у 2020 році була проведена генотерапія для омолодження та відновлення нервового волокна сітківки. Старим мишам ввели за допомогою аденовірусної генотерапії гени, які синтезують фактори Яманакі, які епігенетично перепрограмовують та омолоджують гангліозні клітини сітківки миші, що сприяє регенерації аксонів після пошкодження, і усуває втрату зору на мишачій моделі глаукоми та у літніх мишей. Таке омолодження клітин дозволило відновити штучно пошкоджений зоровий нерв — нервові волокна виросли виросли знову. Вчені досягли х2 збільшення кількості клітин сітківки і х5 прискорення росту оптичного нерва.

## Додаткова література

### Книги
- Dietz Volker; Ward Nick (2020). Oxford textbook of neurorehabilitation (вид. 2nd edition). Oxford University Press. ISBN 978-0-19-186379-0.
- Lazaro Rolando T.; Reina-Guerra Sandra; Quiben Myla; Umphred Darcy Ann (2020). Umphred's neurological rehabilitation (вид. 7th edition). St. Louis, Mo. ISBN 978-0-323-64196-8.

### Журнали
- IEEE Transactions on Neural Systems and Rehabilitation Engineering
- Neurorehabilitation and Neural Repair
- Journal of Head Trauma Rehabilitation
- Journal of NeuroEngineering and Rehabilitation
- Neuropsychological Rehabilitation
- Rehabilitation Psychology
- NeuroRehabilitation
- Topics in Stroke Rehabilitation
- Brain Injury
- Neurocritical Care
- Journal of Neuroscience Nursing